# Calang
Calang – miasto w Indonezji, na Sumatrze, w okręgu specjalnym Aceh. Jest stolicą kabupatenu Aceh Jaya.
Miasto zostało zniszczone przez tsunami w wyniku trzęsienia ziemi na Oceanie Indyjskim w 2004 roku.